# گئورگیوس سینکلوس
گئورگیوس سینکلوس یا گورگیوس سینکلوس (به یونانی: Γεώργιος Σύγκελλος) (مرگ پس از ۸۱۰ میلادی) مورخ، نویسنده، وقایع نگار و کشیش بیزانسی، که گاه‌نامه‌ای را دربارهٔ رویدادهای جهان از زمان آفرینش آن تا دوران فرمانروایی دیوکلتیان، امپراتور روم نوشته بود.

## زندگی‌نامه
گئورگیوس نخست ساکن فلسطین بود و پس از ترک آنجا منشی تاراسیوس، پاتریارک قسطنطنیه شد و عنوان سینکلوس را که مقامی رسمی برای روحانیون مورد اعتماد مقامات بالادست کلیسا بود را دریافت کرد. پس از مرگ تاراسیوس در سال ۸۰۶، گئورگیوس نیز خود را بازنشسته کرد و با اقامت در یک صومعه‌و کناره‌گیری از امور دنیوی، کار بر روی مهمترین اثر خود با عنوان گزیده‌ای از وقایع یا اکلوگه خرونوگرافیاس (به یونانی: Ἐκλογὴ Χρονογραφίας) را آغاز نمود.
این اثر عظیم روایتگر آن دوره از تاریخ جهان بود که از آفرینش آن بر اساس روایات کتاب مقدس آغاز و تا تاریخ بر تخت نشستن دیوکلتیان (دیوکلسین، دیوکلتیانوس)، امپراتور روم در سال ۲۸۴ میلادی ادامه می‌یافت. سینکلوس احتمالاً می‌خواست اثر خود را تا آنجا پیش ببرد که وقایع دوران خودش را نیز دربرگیرد اما این کار با مرگ او در حدود سال ۸۱۰ ناتمام ماند. پس از او تئوفانس این گاهنامه را تا زمان خودش (سال ۸۱۳ میلادی) گسترش داد و پس از او نیز دیگر مشارکت‌کنندگان این اثر را تا سال ۹۶۱ میلادی پیش بردند.